# Straight Outta Compton (película)
Straight Outta Compton (Letras explícitas en México y Chile) es una película estadounidense dirigida por F. Gary Gray. La película, basada en hechos reales, muestra el ascenso y caída del grupo de rap N.W.A, cuyos miembros incluyeron a Dr. Dre, Ice Cube, Eazy-E, MC Ren y DJ Yella. La película se estrenó el 14 de agosto de 2015.

## Sinopsis
La historia cuenta el ascenso al éxito del grupo N.W.A (Niggas With Attitudes) y su posterior descomposición debido, fundamentalmente, a desavenencias sobre los contratos y la forma de distribuir el dinero entre ellos. Posteriormente habría un reencuentro fallido del grupo y una nueva reunión a partir de la muerte de Eazy-E a causa del virus VIH.
En la película se retrata, además, el contexto político de Estados Unidos en los años 80s y 90s, y el abuso de poder por parte de la policía hacia la población negra. Se hace referencia a hechos ocurridos principalmente en los escenarios de Compton y Los Ángeles y, en particular, se presta mucha atención al famoso caso de Rodney King y el juicio posterior a su apaleamiento por la policía de Los Ángeles.

## Argumento
La acción comienza en Compton, en el año 1986, cuando Eazy-E, en medio de un intercambio de drogas, tiene que escapar de la policía, que ha rodeado el lugar. La escena muestra a las fuerzas de policía aprovechándose de su poder para abusar de la población negra y latina. Más tarde, conoceremos a Dr. Dre y a Ice Cube, DJ y rapero respectivamente, cuyo objetivo es llegar con sus letras realistas a otras ciudades fuera de Los Ángeles. En concreto, el personaje de Ice Cube habla en varias ocasiones de escribir letras que reflejen la realidad de su barrio y de su existencia.
En una fiesta en el bar donde trabaja Dre, se conocerían el resto de los componentes del grupo. DJ Yella y MC Ren, dos músicos que también aspiran a algo grande, conformando así el conocido como "el grupo más peligroso del mundo": N.W.A. Después de grabar un sencillo con la voz de Eazy-E, se conocen con su futuro mánager, Jerry Heller. Heller los promocionará y demostrará tener fe en su capacidad como artistas y en el potencial de lo que, por entonces, no dejaba de ser un género relativamente nuevo. Sin embargo, la película también muestra a Heller como un administrador desleal, que se aprovecha de la falta de interés de los miembros del grupo por los asuntos administrativos y alienta la desconfianza entre ellos, hasta el punto de ser el detonante de la disolución del grupo.
N.W.A publica el álbum Straight Outta Compton, y gran parte de la crítica lo califica de vulgar y grotesco. En la película se evita en gran parte hacer referencia a las acusaciones de misoginia y homofobia que recibió la banda y prefiere centrarse en el aspecto de denuncia social aunque, por otra parte, no se evita mostrar algunas de las actitudes más polémicas del grupo, por ejemplo, no se elude el consumo de drogas, la tenencia de armas o el trato abusivo que hacen de las mujeres. En una escena un hombre llega a la habitación de hotel donde se aloja la banda y se está celebrando una fiesta. El hombre pregunta por su novia que, asegura, está dentro de la habitación. Tras negarlo, la banda localiza a la mujer, que está practicando una felación a un miembro del grupo. Armados con rifles y metralletas auyentan al hombre asegurándole que su novia está ocupada con "una polla de verdad". Después dejan a la mujer en el pasillo del hotel, semidesnuda.
La banda sale de gira en el año 1989 por todo Estados Unidos. En una de estas presentaciones, específicamente en Detroit, se les prohíbe cantar el tema Fuck Tha Police, uno de los más polémicos del álbum, en el que insulta explícitamente a la policía. A pesar de la prohibición policial el grupo decide cantar el tema, lo cual lleva a su arresto, del cual serán liberados horas después. Poco después, Jerry Heller llama a Ice Cube, para que firme su contrato. Sin embargo, el joven desconfía, ya que Jerry le dice que el resto ya firmaron, y decide abandonar el grupo. Cube inicia su primer debut de álbum llamado Amerikkka’s Most Wanted en 1990, y un oficinista de Priority Records no le quiere dar su paga, y él le pide que le pague porque está iniciando su propia vida con tener una esposa y un hijo y vio que está ocupado y mientras tanto destruye su oficina y se va. 
NWA está escuchando el álbum de Cube, 100 Milles and Runnin’, Eazy-E lo critica porque solo piensa en sí mismo con su carrera de artista y Dre apoyando todo lo que progresa Cube y los demás también lo apoyan, pero Eazy-E no. Un día, Cube va a Priority Records y escucha la canción de "Message to B.A." de Niggaz4Life de 1991, y este supo que lo insultaron y llamaron traidor. NWA escucha el álbum No Vaseline de Cube y lo critican y consideran que es un antisemita. Dr. Dre, viendo lo que pasó con Ice Cube, decide pedirle a su amigo Suge Knight, que revise sus papeles, para ver si todo esta en orden. Ice Cube inicia una carrera como solista llena de éxitos, debutando hasta en el cine. Al saber Dr. Dre que no todo estaba tan organizado como él creía, decide, al igual que había hecho Ice Cube, separarse del grupo, pero además de esto, funda su propia disquera llamada Death Row. 
Dr. Dre sigue con su éxito, acogiendo en su disquera a artistas como Snoop Dogg, Tupac Shakur, entre otros. El resto del grupo continua haciendo canciones, pero todos con rivalidades entre los retirados. Eazy-E sigue con su vida como director de Ruthless, y con una vida llena de lujos y mujeres. Sin embargo, Eazy no sabe controlarse con las mujeres ni cuidarse, por lo cual contrae VIH, sin saberlo. Se le ve muy enfermo, y este diciendo que no lo está porque en pocos días supieron que está estresado y alterado y le da tos y planea un reencuentro con los demás, pero antes de poder hacer esto, sufre un desmayo por el cual lo deben llevar al hospital. Permanece hospitalizado hasta el 26 de marzo de 1995, día en el cual fallece por su enfermedad. Toda la mala sangre entre los miembros del grupo se acaba, y le hacen un homenaje a Eazy-E. De ahí en adelante cada uno se va por su lado, de DJ Yella y MC Ren no se sabe mucha información, mientras que Ice Cube y Dr. Dre fueron los más afortunados, el primero se siguió dedicando a la música y al cine, mientras que el segundo se retira del sello Death Row Records para fundar su nueva discográfica Aftermath Entertainment acogiendo en un futuro a artistas como Eminem, 50 Cent, entre otros; crea su marca de audífonos y baffles Beats, la cual es vendida a Apple en el año 2014 por $3000 millones de dólares, y continua con su música.

## Reparto
- Jason Mitchell como Eazy-E.
- Corey Hawkins como Dr. Dre
- O'Shea Jackson Jr. como Ice Cube.
- Aldis Hodge como MC Ren.
- Neil Brown Jr. como DJ Yella.
- Paul Giamatti como Jerry Heller.
- Corey Reynolds como DJ Lonzo Williams.
- Alexandra Shipp como Kim.
- Angela Elayne Gibbs como Doris Jackson.
- Keith Stanfield como Snoop Dogg.
- Marcc Rose como Tupac Shakur.
- F. Gary Gray como Locutor de radio.
- Sheldon A. Smith como Warren G.[5]
- Carra Patterson como Tomica Woods.[5]

## Producción
En marzo de 2009, New Line Cinema anunció que la película estaba en fase de preproducción, con S. Leigh Savidge y Alan Wenkus como escritores y Tomica Woods-Wright, Ice Cube, y Dr. Dre como productores. En mayo de 2010 se anunció que Andrea Berloff escribiría el guion. En septiembre de 2011, F. Gary Gray, Craig Brewer, y Peter Berg estaban en negociaciones para dirigir la película. En abril de 2012, F. Gary Gray fue elegido finalmente como director de la cinta al rechazar dirigir Captain America: The Winter Soldier.

## Taquilla
Straight Outta Compton recaudó $ 161,2 millones en América del Norte y $ 40,4 millones en otros territorios para un total mundial de $ 201,6 millones. Deadline.com calculó la ganancia neta de la película es de $ 91.12 millones de dólares, cuando se toma en conjunto con todos los gastos e ingresos para la película.
El 27 de agosto de 2015, Straight Outta Compton se convirtió en la película biográfica de música más taquillera de todos los tiempos en los Estados Unidos con $ 120,9 millones, superando al biopic de Johnny Cash "En la cuerda floja" con un total de $ 119,5 millones.

## Respuesta crítica
Straight Outta Compton recibió críticas positivas de los críticos. En Rotten Tomatoes, la película tiene una calificación de 88%, basado en 196 comentarios, con una calificación promedio de 7.4 / 10. El consenso del sitio dice, "Straight Outta Compton es una película biográfica que está construido para durar, gracias a la dirección de confianza de F. Gary Gray y actuaciones de acoplamiento de un elenco sólido." En Metacritic, tiene una puntuación de 72 sobre 100, basado en 41 críticos, lo que indica "críticas generalmente favorables". En CinemaScore, el público dio a la película una calificación promedio de "A" en una escala de A + F. 
Richard Roeper del Chicago Sun-Times otorgó a la película 3,5 estrellas de 4, llamando a la película "apasionante" y "energética", elogiando el elenco por la entrega de "trabajo fuerte, fácil de recordar que trasciende la mera imitación."Él llamó a la película" uno de las mejores "biopics" musicales de los últimos 20 años." Lou Lumenick del New York Post, dio a la película una nota de 3,5 / 4, lo llamó "una de las películas más entretenidas y provocadoras del verano", encontrando que es "sorprendentemente franca" sobre los aspectos negativos de la carrera de NWA para una película producida por los mismos Ice Cube y Dr. Dre. Peter Travers de la revista Rolling Stone, dio a la película una calificación de 3.5 de 4 estrellas, también alabó la película por su honestidad en el retrato del grupo y elogió la actuación de Jackson como Ice Cube, así como el reparto de apoyo. Sin embargo, él quería que la película ahondara más en algunos de los aspectos más polémicos del grupo, que implican la misoginia, la homofobia y los medios de comunicación.